# Horst Bräuer
Horst Bräuer (* 23. Dezember 1934) ist ein deutscher ehemaliger Fußballspieler. Von 1956 bis 1958 spielte er für den SC Turbine Erfurt in der DDR-Oberliga, der höchsten Liga im DDR-Fußball.

## Sportliche Laufbahn
Die ersten DDR-weiten Spiele im Männerbereich bestritt Horst Bräuer 1955 in der DDR-Liga-Übergangsrunde, die zum Wechsel von der Sommer-Frühjahrs-Saison zum Kalenderjahr-Spielrhythmus ausgetragen wurde. Als Spieler der Betriebssportgemeinschaft Motor Nordhausen-West absolvierte er als rechter Stürmer alle dreizehn Übergangsspiele und erzielte zwei Tore. In der Saison 1956 bestritt er bis zum 15. Spieltag auf seiner Position alle Ligaspiele und kam fünf Tore.
Im September 1956 wechselte Horst Bräuer zum Oberligisten SC Turbine Erfurt. Dort bestritt er bis zum Saisonende acht Oberligaspiele, hauptsächlich als halblinker Stürmer eingesetzt und erzielte ein Tor. In den folgenden zwei Spielzeiten gelang es Bräuer nicht, mit drei bzw. zwei Einsätzen zum Stammspieler zu werden. 1957 kam er allerdings zu drei Torerfolgen. Am Ende der Saison 1958 wurde Horst Bräuer beim SC Turbine entlassen.
In der Folgezeit spielte Bräuer bei der Polizei-Sportgemeinschaft SG Dynamo Erfurt. Dort pendelte er zwischen der drittklassigen II. DDR-Liga und der viertklassigen Bezirksliga. Mit der SG Dynamo war Bräuer zwischen 1959 und 1963 auch in fünf Pokalspielen vertreten. 1960 erreichte er als größten Erfolg mit seiner Mannschaft das Viertelfinale, schied aber nach einer 1:8-Niederlage durch den SC Chemie Halle aus. Das Erstrundenspiel von 1963 Dynamo Erfurt – Fortschritt Weißenfels (0:3) war Horst Bräuers letztes Pflichtspiel im DDR-weiten Fußball. 			